# Hecistopteris
Hecistopteris, biljni rod iz porodice bujadovki (Pteridaceae) rasprostranjen po tropskoj Americi. Pripadaju mu 3 priznate vrste
Rod je smješten u potporodicu Vittarioideae.

## Vrste
1. Hecistopteris kaieteurensis Kelloff & G.S.McKee
2. Hecistopteris pinnatifida R.C.Moran & B.Øllg.
3. Hecistopteris pumila (Spreng.) J.Sm.